# Deathstalker (film)
Deathstalker is een Argentijnse fantasyfilm uit 1983. De film werd geregisseerd door James Sbardellati. De film behoort tot het Sword & Sorcery genre.

## Verhaal
De krijger Deathstalker wordt eropuit gestuurd om een miskelk, een amulet en een zwaard te vinden waarmee hij de tovenaar Munkar kan verslaan.
Onderweg ontmoet hij de vrouwelijke krijger Kaira, die hem vertelt over een toernooi. De winnaar wacht kennelijk een grote prijs. De twee krijgers besluiten samen aan dit toernooi mee te doen. Onderweg naar het toernooi helpen ze enkele mensen die worden onderdrukt door Munkar.
Op het toernooi blijkt al snel dat de prijs een prinses genaamd Codill is, die door Munkar is gevangen. Munkar ontdekt Deathstalkers plan om hem te verslaan, en huurt een huurmoordenaar die sprekend op Codill lijkt in om hem te verslaan.

## Rolverdeling
| Acteur          | Personage       |
| --------------- | --------------- |
| Rick Hill       | Deathstalker    |
| Barbi Benton    | Codille         |
| Richard Brooker | Oghris          |
| Lana Clarkson   | Kaira           |
| Victor Bo       | Kang            |
| Bernard Erhard  | Munkar          |
| August Larreta  | Salmaron        |
| Lillian Ker     | Toralva         |
| Marcos Woinsky  | Gargit          |
| Adrian De Piero | Nicor           |
| George Sorvic   | King Tulak      |
| Boy Olmi        | Young Man       |
| Horace Marassi  | Creature Leader |
| Patrick Duggan  | Colobri         |
| Maria Fournery  | Anella          |

## Achtergrond
De film werd gemaakt om in te spelen op het succes van Conan the Barbarian. De film betekende het begin van de carrière Lana Clarkson, die al spoedig een bekend actrice werd in dit genre.